# Paphiopedilum malipoense
Paphiopedilum malipoense é uma espécie de orquídea (Orchidaceae) do Sudeste Asiático. Há uma variedade, denominada jackii, que alguns taxonomistas preferem classificar como espécie autônoma.